# آنا پطروسیان (نثرنویس)
''آنا (آنلکا) گریگوری پطروسیان (ارمنی: Աննա (Անելկա) Գրիգորի Պետրոսյան؛ انگلیسی: Anna Petrosyan زادهٔ ۱۰ مارس ۱۹۳۵ - درگذشته ۲۸ ژوئیهٔ ۲۰۱۷)، نثرنویس و کارگردان و بازیگر اهل ارمنستان بود.

## زندگی‌نامه
وی در ۱۰ مارس ۱۹۳۵ در لنیناکان به دنیا آمد و از انستیتو دولتی هنری و نمایشی ایروان (۱۹۵۷) فارغ‌التحصیل گشت. وی اتحادیه نویسندگان ارمنستان عضو بود. وی در تئاتر نمایشی هراچیا غاپلانیان فعالیت می‌کرد. وی در ۲۸ ژوئیه ۲۰۱۷ در سن ۸۲ سالگی درگذشت.